# Pterobryopsis caudata
Pterobryopsis caudata là một loài rêu trong họ Pterobryaceae. Loài này được E.B. Bartram mô tả khoa học đầu tiên năm 1943.